# 横尾和博
横尾 和博（よこお かずひろ、 1950年8月14日- ）は、日本の文芸評論家・放送作家。特定非営利活動法人東京都北区市民活動推進機構元理事長・世田谷区建設団体防災協会防災アドバイザーなども務める。

## 概要
東京都出身。中央大学中退。建設団体職員を経てドストエフスキー研究、文芸評論へ。
現在は評論だけに留まらず、作家活動や講演会、政府広報番組『中西哲生のJust Japan』や『愛川欽也パックインジャーナル』などの番組の構成作家も手掛ける。
日本ペンクラブ会員。

## 著書
- 『村上春樹とドストエーフスキイ』近代文芸社 1991
- 『村上春樹の二元的世界』鳥影社 1992
- 『筒井康隆「断筆」の深層 闘筆宣言 「言葉狩り」を許すな、擬制の自由社会を撃て』鳥影社 1993
- 『村上春樹×九〇年代 再生の根拠』第三書館 1994
- 『文学÷現代』のべる出版 2005
- 『新宿小説論』のべる出版 2006

### 共著
- 立松和平『ドロップアウト』編　ビレッジセンター出版局、1995
- 『立松和平　文学の修羅として 対話・評論・講演』編　のべる出版　1999
- 『こんなテレビに誰がした』毎日新聞社

## 放送作家歴
- 『武田鉄矢の週刊鉄学』　朝日ニュースター
- 『中西哲生のJust Japan』TVKテレビ
- 『安部譲二の悪友録』　朝日ニュースター
- 『地域建設業を元気に！』　朝日ニュースター
- 『郵政改革、竹中大臣に聞く』　tvk
- 『MY JAPAN』　朝日ニュースター

## 出演番組
- 『愛川欽也パックインジャーナル』　朝日ニュースター
- 『本格討論FASE 』　BS11
- 『バトルポリティカ　政治に喝』　朝日ニュースター
- 『アクセスNOW』　TVKテレビ
- 『中西哲生クロノス』　東京FM
- 『パックインミュージック』　TBSラジオ
- 『サンデーモーニング』TBS

## 注
1. ↑  『文藝年鑑』